# Keenen Ivory Wayans
Keenen Ivory Wayans (Nueva York; 8 de junio de 1958) es un actor, comediante y director estadounidense. Es conocido por su colaboración en las películas Scary Movie y Scary Movie 2. Pertenece a la Familia Wayans y es hermano de Shawn Wayans, Damon Wayans, Marlon Wayans y Kim Wayans.

## Biografía

### Inicios
Keenen es el segundo de diez hermanos.
Creció  en el vecindario de Chelsea, en Manhattan. Sus padres son Howell Wayans (gerente de supermercado) y Elvira (albañil y trabajadora social). Su familia estuvo involucrada con la religión de los Testigos de Jehová.

### Carrera
Keenen ha trabajado junto a sus hermanos Shawn y Marlon en películas como Scary Movie, Scary Movie 2 o White Chicks. Es uno de los grandes directores y guionistas de cine y televisión estadounidense.

## Filmografía
| Año       | Título                                                                   | Rol                                        |
| --------- | ------------------------------------------------------------------------ | ------------------------------------------ |
| 1982      | Cheers (serie de televisión)                                             | Cliente #1                                 |
| 1983      | CHiPs (serie de televisión)                                              | Roberts                                    |
| 1983      | Star 80                                                                  | Cómic                                      |
| 1983      | For Love and Honor (serie de televisión)                                 | Soldado Duke Johnson                       |
| 1986      | Benson (serie de televisión)                                             | Benson "Clete" Hawkins (sobrino de Benson) |
| 1987      | Hollywood Shuffle                                                        | Donald/Jheri Curl                          |
| 1987      | Hill Street Blues                                                        | Raymond Jackson                            |
| 1987      | A Different World (serie de televisión)                                  | Profesor Lawrence                          |
| 1988      | I'm Gonna Git You Sucka                                                  | Jack Spade                                 |
| 1989–1994 | In Living Color (serie de televisión)                                    | Varios                                     |
| 1994      | A Low Down Dirty Shame                                                   | Shame                                      |
| 1996      | The Glimmer Man                                                          | Detective Jim Campbell                     |
| 1996      | Don't Be a Menace to South Central While Drinking Your Juice in the Hood | Mailman                                    |
| 1997      | Most Wanted                                                              | Sargento James Dunn                        |
| 2000      | Scary Movie                                                              | Slave                                      |
| 2001      | My Wife and Kids (serie de televisión)                                   | Ken Kyle                                   |
| 2009      | Dance Flick                                                              | Mr. Stache                                 |

### Escritor/productor/director
- Hollywood Shuffle (1987) (escritor)
- Eddie Murphy: Raw (1987) (productor)
- I'm Gonna Git You Sucka (1988) (escritor y director)
- In Living Color (1989–1994) (productor ejecutivo, director y guionista)
- The Five Heartbeats (1991) (escritor)
- A Low Down Dirty Shame (1994) (escritor y director)
- Don't Be a Menace to South Central While Drinking Your Juice in the Hood (1996) (productor)
- The Keenen Ivory Wayans Show (1997) (productor ejecutivo)
- Most Wanted (1997) (productor ejecutivo y escritor)
- Scary Movie (2000) (actor y director)
- Scary Movie 2 (2001) (director)
- White Chicks (2004) (productor, director)
- Little Man (2006) (productor, escritor, director)
- Dance Flick (2009) (productor, escritor)